# Graphomya podexaureus
Graphomya podexaureus är en tvåvingeart som först beskrevs av Günther Enderlein 1935.  Graphomya podexaureus ingår i släktet Graphomya och familjen husflugor. Inga underarter finns listade i Catalogue of Life.